# Vasselin
Vasselin és un municipi francès situat al departament de la Isèra i a la regió d'Alvèrnia-Roine-Alps. L'any 2007 tenia 383 habitants.

## Demografia

### Població
El 2007 la població de fet de Vasselin era de 383 persones. Hi havia 142 famílies de les quals 24 eren unipersonals (12 homes vivint sols i 12 dones vivint soles), 57 parelles sense fills i 61 parelles amb fills.
La població ha evolucionat segons el següent gràfic:
Habitants censats

### Habitatges
El 2007 hi havia 167 habitatges, 141 eren l'habitatge principal de la família, 20 eren segones residències i 6 estaven desocupats. 161 eren cases i 6 eren apartaments. Dels 141 habitatges principals, 121 estaven ocupats pels seus propietaris, 15 estaven llogats i ocupats pels llogaters i 4 estaven cedits a títol gratuït; 1 tenia dues cambres, 21 en tenien tres, 33 en tenien quatre i 85 en tenien cinc o més. 114 habitatges disposaven pel capbaix d'una plaça de pàrquing. A 58 habitatges hi havia un automòbil i a 73 n'hi havia dos o més.

### Piràmide de població
La piràmide de població per edats i sexe el 2009 era:
| Homes | Edats   | Dones |
| ----- | ------- | ----- |
| 0     | 95 o +  | 0     |
| 4     | 90 a 94 | 0     |
| 4     | 85 a 89 | 4     |
| 0     | 80 a 84 | 4     |
| 8     | 75 a 79 | 4     |
| 8     | 70 a 74 | 12    |
| 4     | 65 a 69 | 8     |
| 0     | 60 a 64 | 0     |
| 0     | 55 a 59 | 0     |
| 16    | 50 a 54 | 16    |
| 12    | 45 a 49 | 12    |
| 20    | 40 a 44 | 4     |
| 20    | 35 a 39 | 16    |
| 0     | 30 a 34 | 16    |
| 8     | 25 a 29 | 4     |
| 4     | 20 a 24 | 0     |
| 12    | 15 a 19 | 32    |
| 24    | 10 a 14 | 20    |
| 12    | 5 a 9   | 16    |
| 4     | 0 a 4   | 8     |

## Economia
El 2007 la població en edat de treballar era de 249 persones, 185 eren actives i 64 eren inactives. De les 185 persones actives 162 estaven ocupades (92 homes i 70 dones) i 23 estaven aturades (6 homes i 17 dones). De les 64 persones inactives 22 estaven jubilades, 21 estaven estudiant i 21 estaven classificades com a «altres inactius».

### Ingressos
El 2009 a Vasselin hi havia 143 unitats fiscals que integraven 405 persones, la mediana anual d'ingressos fiscals per persona era de 18.918 €.

### Activitats econòmiques
Dels 11 establiments que hi havia el 2007, 1 era d'una empresa de fabricació de material elèctric, 1 d'una empresa de fabricació d'elements pel transport, 6 d'empreses de construcció, 1 d'una empresa de comerç i reparació d'automòbils, 1 d'una empresa d'hostatgeria i restauració i 1 d'una empresa immobiliària.
Dels 5 establiments de servei als particulars que hi havia el 2009, 1 era un guixaire pintor, 2 fusteries, 1 lampisteria i 1 restaurant.
L'any 2000 a Vasselin hi havia 9 explotacions agrícoles que ocupaven un total de 292 hectàrees.

## Equipaments sanitaris i escolars
El 2009 hi havia una escola elemental integrada dins d'un grup escolar amb les comunes properes formant una escola dispersa.

## Poblacions més properes
El següent diagrama mostra les poblacions més properes.